# Włodzimierz Zwonek
Włodzimierz Zwonek (ur. 1965) – polski matematyk, profesor nauk matematycznych, profesor zwyczajny Uniwersytetu Jagiellońskiego oraz Państwowej Wyższej Szkoły Zawodowej w Tarnowie (w latach 2002–2016), prodziekan ds. studenckich (2011–2012), prodziekan ds. ogólnych (2012–2016) a następnie dziekan (w kadencjach 2016–2020 i 2020–2024) Wydziału Matematyki i Informatyki UJ.

## Życiorys
Włodzimierz Robert Zwonek urodził się w 1965 r. Finalista Olimpiady Matematycznej w 1983 roku. W 1989 r. uzyskał magisterium na Wydziale Matematyki i Fizyki Uniwersytetu Jagiellońskiego. Po studiach rozpoczął pracę na Uniwersytecie Jagiellońskim, przechodząc tam wszystkie stopnie kariery akademickiej. Doktorat prowadzony przez profesora Marka Jarnickiego obronił w 1995 r., a w 2000 r. uzyskał habilitację. W 2006 r. otrzymał tytuł profesora nauk matematycznych. Był promotorem doktoratu m.in. Łukasza Kosińskiego
Obszar jego zainteresowań naukowych stanowi analiza zespolona.
Odznaczony Medalem KEN (2005).